# Хирам Бердан
Хирам Бердан (енгл. Hiram Berdan, 1824-1893) био је амерички инжењер, проналазач и официр у Америчком грађанском рату (1861-1864). Познат је као изумитељ и конструктор раних пушака са затварачем - такозваних берданки, које су широко коришћене у европским војскама крајем 19. и почетком 20. века, иако никада нису постале популарне у САД.

## Биографија
Хирам Бердан био је артиљеријски генерал у војсци америчке Уније, али је постао познат као конструктор раних пушака са затварачем, које су се пуниле на задњем делу цеви, и опаљивале капислом. Око 1860. конструисао је пушчани затварач са преклапањем напред, а око 1870. други, усавршенији, обртно-чепни. Оба су примењивана на пушкама европских армија тог времена, које су по њему назване берданке. Пронашао је и нову капислу за пушчани метак, коју су прихватиле све војске, сем САД.